# Aref Diab
Aref Diab – libański strzelec, medalista mistrzostw Europy. 
Nie brał nigdy udziału w igrzyskach olimpijskich. Indywidualnie jego największym osiągnięciem było wicemistrzostwo Europy w trapie, które zdobył w 1956 roku, ponadto wywalczył złoty medal w zawodach drużynowych. Niewykluczone, iż zdobył więcej medali z drużyną libańską, bowiem na mistrzostwach Europy stawała ona na podium jeszcze w 1957, 1959 i 1965 roku, brak jednak informacji dotyczących pełnych składów drużyn. 
Liban zdobył też wicemistrzostwo świata w 1959 roku, jednak brak informacji co do składu drużyny. Wiadomo, że Diab w tym samym roku zdobył brązowy medal w trapie olimpijskim na igrzyskach śródziemnomorskich rozgrywanych w Bejrucie.